# Góra Kawalerska
Góra Kawalerska – nieistniejące (splantowane) wzgórze ostańcowe (ostaniec erozyjny wyższego poziomu terasowego Warty) zlokalizowane w Poznaniu, na terenie Śródki.
Góra Kawalerska była w okresie wczesnośredniowiecznym najwyższym wzniesieniem okolic grodu na Ostrowie Tumskim – miała wysokość 75 m n.p.m. Wznosiła się około 600 metrów na wschód od katedry i palatium. Jej wysokość względna wynosiła około 20 metrów. Stanowiła dla mieszkańców grodu miejsce wyjątkowe, zwłaszcza że z jej stoków wypływało źródło, o czym informuje Kronika Reformatów. W pradziejach teren ten wykorzystywany był jako miejsce pochówków, a niewykluczone jest jego znaczenie jako ośrodka kultów przedchrześcijańskich.
W końcu XVII wieku na stokach wzgórza wybudowano kościół i klasztor Reformatów. Około 1836 wzgórze częściowo splantowano pod budowę Fortu Prittwitz. Ostatecznie zostało zniwelowane podczas budowy ulicy Podwale w latach 30. XX wieku (rozebrano wówczas także fort).